# Associazione italiana dialoghisti adattatori cinetelevisivi
L'Associazione italiana dialoghisti adattatori cinetelevisivi, in acronimo AIDAC, fondata nel 1976, riunisce gli autori dei dialoghi tradotti e adattati in italiano per il doppiaggio e per la produzione audiovisiva; promuove lo sviluppo, la formazione, la tutela e gli interessi della categoria e la rappresenta nelle sedi istituzionali.
Fondato da Lorenzo Artale, fa parte della FNSA-CIDA (Federazione Nazionale Sindacale degli Autori) e della Federazione europea AVTE (AudioVisual Translators Europe).
A partire dal 1994 rappresentanti dell’associazione hanno collaborato con le Università di Bologna, Pisa, Milano, Roma Tor Vergata, Roma Tre e Trieste, nella stesura dei piani didattici e nella docenza di corsi e master specifici sulla professione.
Suoi rappresentanti sono presenti negli organi sociali della Società Italiana degli Autori ed Editori e nel Ccpda (Comitato permanente per il diritto d’autore), presso il Ministero della cultura.